# Алматинский индустриальный колледж
Евразийский технологический колледж (каз. Еуразия технологиялық колледжі) — негосударственное среднее специальное учебное заведение в Алма-Ате, Казахстан. Основан в 1948 году как Алматинский индустриальный техникум. В 1998 году на базе техникума был образован Алматинский гуманитарно-технический университет. В 2004 году техникум был преобразован в Алматинский индустриальный колледж.
Готовит кадры но специальностям:
- Техническое обслуживание и ремонт оборудования машиностроения;
- Техническое обслуживание и ремонт автомобильного транспорта;
- Организация перевозок и управление движением на транспорте;
- Технология деревообработки;
- Автоматизированные системы обработки информации и управления;
- Экономика, бухучёт и аудит;
- Технология труда и предпринимательства;
- Управление автомобильным транспортом и организация грузовых перевозок.